# Live in Wacken
Live in Wacken è il primo album live della power metal band tedesca Unisonic, registrato dal vivo al Wacken Open Air nell'anno precedente.
Nel disco, oltre a brani estratti dai primi due dischi della band, sono presenti anche alcuni brani composti dal chitarrista Kai Hansen quando lui e Michael Kiske militavano negli Helloween: March of Time e A Little Time. Quest'ultima è proposta in versione medley con un brano dei Judas Priest, Victim of Changes.

## Tracce
1. Venite 2.0 – 1:41
2. For The Kingdom – 4:51
3. Exceptional – 4:52
4. My Sanctuary – 4:47
5. King For A Day – 4:14
6. A Little Time – 6:00
7. Your Time Has Come – 5:09
8. When The Deed Is Done – 5:31
9. Star Rider – 6:02
10. Throne Of The Dawn – 5:54
11. March Of Time – 5:18
12. Unisonic – 4:44

## Formazione
- Michael Kiske - voce
- Kai Hansen - chitarra
- Mandy Meyer - chitarra
- Dennis Ward - basso
- Kostas Zafiriou - batteria